# Масове вбивство на полігоні в Бєлгородській області
Масове вбивство на полігоні в Бєлгородській області — розстріл солдатів, здійснений 15 жовтня 2022 року на полігоні в селі Солоті Валуйського району Бєлгородської області Росії.

## Хід подій
Теракт стався під час заняття з вогневої підготовки. Двоє мобілізованих, які були уродженцями Таджикистану, розстріляли особовий склад підрозділу і згодом були вбиті вогнем у відповідь.
Російський військовий, який був на полігоні, розповів, що розстріл міг статись через релігійний конфлікт. Він розповів, що дагестанець, азербайджанець та адигеєць хотіли написати відмову від участі у війні. Підполковник Андрій Лапін роздратувався через цей факт та заявив, що війна Росії проти України — «священна».
Військовий таджицького походження йому відповів, що «священна війна для мусульман — це війна проти невірних». Тоді Лапін заявив, що «Аллах тоді боягуз». Це роздратувало мусульман і тоді троє військових з Таджикистану сказали мусульманам відійти в бік, після чого почали розстрілювати росіян.

## Загиблі і постраждалі
За даними Міноборони Росії, в результаті стрілянини загинули 11 осіб, 15 отримали поранення.